# Jarvis McClam
Jarvis McClam (* 17. November 1994 in Laurel, Maryland) ist ein US-amerikanischer American-Football-Spieler auf der Position des Wide Receivers. Er spielte College-Football für die Seton Hill University in der NCAA Division II. Für die Saison 2024 der European League of Football wurde er von den Hamburg Sea Devils verpflichtet.

## Werdegang
High School und College
McClam besuchte 2009 die Meade High School, transferierte aber nach seinem Freshman-Jahr zur Laurel High School. Dort verbrachte er die folgenden drei Jahre und übte dabei Baseball, American Football und Hallen-Leichtathletik aus. Für die Spartans war er im Football als Quarterback, Wide Receiver und Strong Safety aktiv. Nach seiner Senior-Saison 2012 wurde McClam als Laurel Leader Male Athlete of Year ausgezeichnet. Anschließend wurde McClam von der Seton Hill University aus Greensburg rekrutiert. Dort stellte er sowohl einen neuen Schulrekord für die meisten Rushing Yards in einem Spiel (291) als auch für den längsten Kick Return mit 93 Yards auf. Er beendete seine College-Karriere als Team-Kapitän mit insgesamt 32 verantworteten Touchdowns (16 Rushing, 12 Receiving, 2 Punt Return, 1 Kick Return und 1 Passing Touchdown). Für seine Leistungen war er zweimal in das erste Conference-Team und das Super-Region-Team berufen worden.
Australien
Gemeinsam mit seinem Quarterback von den Seton Hill Griffins, Christian Strong, schloss er sich 2018 den Brisbane Rhinos aus der Gridiron Queensland League an. Mit den Rhinos erreichte er den Sunbowl, das Endspiel um die Meisterschaft des australischen Bundesstaats. Dort unterlagen sie Griffith University Thunder. McClam wurde als Offense MVP ausgezeichnet.
Deutschland
2019 wurde McClam von den Langenfeld Longhorns aus der German Football League 2 (GFL2) als Quarterback verpflichtet. In 13 Spielen brachte er 58,2 % seiner Pässe für 2-041 Yards und 24 Touchdowns bei sechs Interceptions an. Zur GFL2-Saison 2021 wurde er von den Longhorns erneut unter Vertrag genommen, diesmal als Wide Receiver und Running Back. 2022 wurde er von den Cologne Crocodiles aus der German Football League (GFL) verpflichtet, wo er an der Seite seiner College-Teamkollegen Strong und Fardan Allen auflief. McClam erzielte in zwölf GFL-Spielen insgesamt 21 Touchdowns und acht Two-Point Conversions, womit er die GFL mit 134 Punkten in Scores anführte. Daraufhin wurde er als All-Star ausgezeichnet.
Raiders Tirol
Ende November 2022 gaben die Raiders Tirol aus der European League of Football (ELF) die Verpflichtung von McClam für die ELF-Saison 2023 bekannt. Dort spielt er erneut mit Christian Strong zusammen. Bei seinem Debüt am ersten Spieltag gegen die Munich Ravens hatte McClam elf Passfänge für 152 Yards und einen Touchdown sowie einen Passing und einen Kick Return Touchdown. Daraufhin wurde er als ELF MVP der Woche ausgezeichnet. Da sich die Raiders nach dem achten Spieltag von Quarterback Christian Strong getrennt hatten, entschied sich auch McClam dafür, diese zu verlassen.
Hamburg Sea Devils
Ende 2023 wurde McClam von den Hamburg Sea Devils aus ELF für die Saison 2024 verpflichtet.

## Statistiken
| Jahr                                                                | Team                 | Spiele | Receiving | Receiving | Receiving | Receiving | Receiving | Rushing | Rushing | Rushing | Rushing | Rushing |
| Jahr                                                                | Team                 | Spiele | Rec       | Yds       | Avg       | TD        | Lng       | Att     | Yds     | Avg     | TD      | Lng     |
| ------------------------------------------------------------------- | -------------------- | ------ | --------- | --------- | --------- | --------- | --------- | ------- | ------- | ------- | ------- | ------- |
| NCAA Division II                                                    |                      |        |           |           |           |           |           |         |         |         |         |         |
| 2013                                                                | Seton Hill Griffins  | 11     | 016       | 0132      | 08,3      | 01        | 27        | 107     | 0476    | 4,4     | 04      | 60      |
| 2014                                                                | Seton Hill Griffins  | 10     | 053       | 0515      | 09,7      | 05        | 53        | 007     | 0012    | 1,7     | 0       | 07      |
| 2015                                                                | Seton Hill Griffins  | 08     | 046       | 0534      | 11,6      | 02        | 46        | 010     | 0028    | 2,8     | 0       | 09      |
| 2016                                                                | Seton Hill Griffins  | 03     | 014       | 0197      | 14,1      | 02        | 83        | 040     | 0161    | 4,0     | 03      | 25      |
| 2017                                                                | Seton Hill Griffins  | 10     | 034       | 0396      | 11,6      | 02        | 53        | 137     | 0905    | 6,6     | 09      | 77      |
| College Gesamt                                                      | College Gesamt       | 42     | 163       | 1774      | 10,9      | 12        | 83        | 301     | 1582    | 5,3     | 16      | 77      |
| German Football League 2                                            |                      |        |           |           |           |           |           |         |         |         |         |         |
| 2019                                                                | Langenfeld Longhorns | 13     | 4         | 97        | 24,2      | 1         | 66        | 194     | 1445    | 7,4     | 22      | 81      |
| 2021                                                                | Langenfeld Longhorns | 10     | 49        | 797       | 16,3      | 7         | 70        | 49      | 326     | 6,7     | 4       | 59      |
| GFL2 Gesamt                                                         | GFL2 Gesamt          | 23     | 53        | 894       | 16,9      | 8         | 70        | 243     | 1771    | 7,3     | 26      | 81      |
| German Football League                                              |                      |        |           |           |           |           |           |         |         |         |         |         |
| 2022                                                                | Cologne Crocodiles   | 11     | 073       | 0876      | 12,0      | 15        | 77        | 022     | 0157    | 7,1     | 05      | 52      |
| College Gesamt                                                      | College Gesamt       | 11     | 073       | 0876      | 12,0      | 15        | 77        | 022     | 0157    | 7,1     | 05      | 52      |
| European League of Football                                         |                      |        |           |           |           |           |           |         |         |         |         |         |
| 2023                                                                | Raiders Tirol        | 8      | 61        | 788       | 12,9      | 8         | 72        | 6       | 9       | 1,5     | 0       | 9       |
| 2024                                                                | Hamburg Sea Devils   | 6      | 27        | 428       | 15,9      | 1         | 99        | 3       | −10     | −3,3    | 0       | 0       |
| ELF Gesamt                                                          | ELF Gesamt           | 14     | 88        | 1216      | 13,8      | 9         | 99        | 9       | −1      | −1,1    | 0       | 9       |
| Quellen: athletics.setonhill.edu, stats.gfl.info, sportsmetrics.com |                      |        |           |           |           |           |           |         |         |         |         |         |